# Rajamala
Rajamala (en malayalam : രാജമല) est une localité et un lieu-dit situé aux abords du parc national d'Eravikulam, dans le Kerala, en Inde. Rajamala est situé à 15 kilomètres de la ville de Munnar, dont elle est constitutive du Gram Panchayat en tant que ward (circonscription), et à 1610 mètres au-dessus du niveau de la mer. C'est essentiellement un hameau de plantations de thé, exploitées par KDHP (Kanan Devan Hills Plantations Compagny),.
Lors de la période de mousson d'août 2020, Rajamala et surtout la localité voisine de Pettimudi, ont subi d'importants glissements de terrain, causant la mort de 70 personnes dans le secteur,.

## Parc national d'Eravikulam
Rajamala n'est accessible par la route que par une voie traversant la zone-tampon du parc national d'Eravikulam, et dont l'accès est limité en amont de la localité, par un point de contrôle (check-post) tenu par les gardes forestiers. Ce point de contrôle ainsi que cette zone-tampon, formant la limite et l'espace mis en tourisme par les autorités du parc, ont également pris le nom de Rajamala (Rajamala check post).

## Galerie

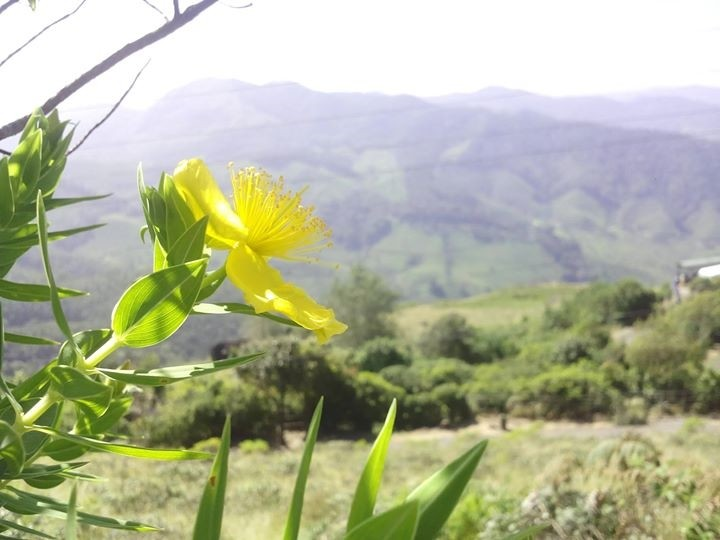
Une vue de la colline de Rajamala.
Une vue d'Anamudi de Rajamala.
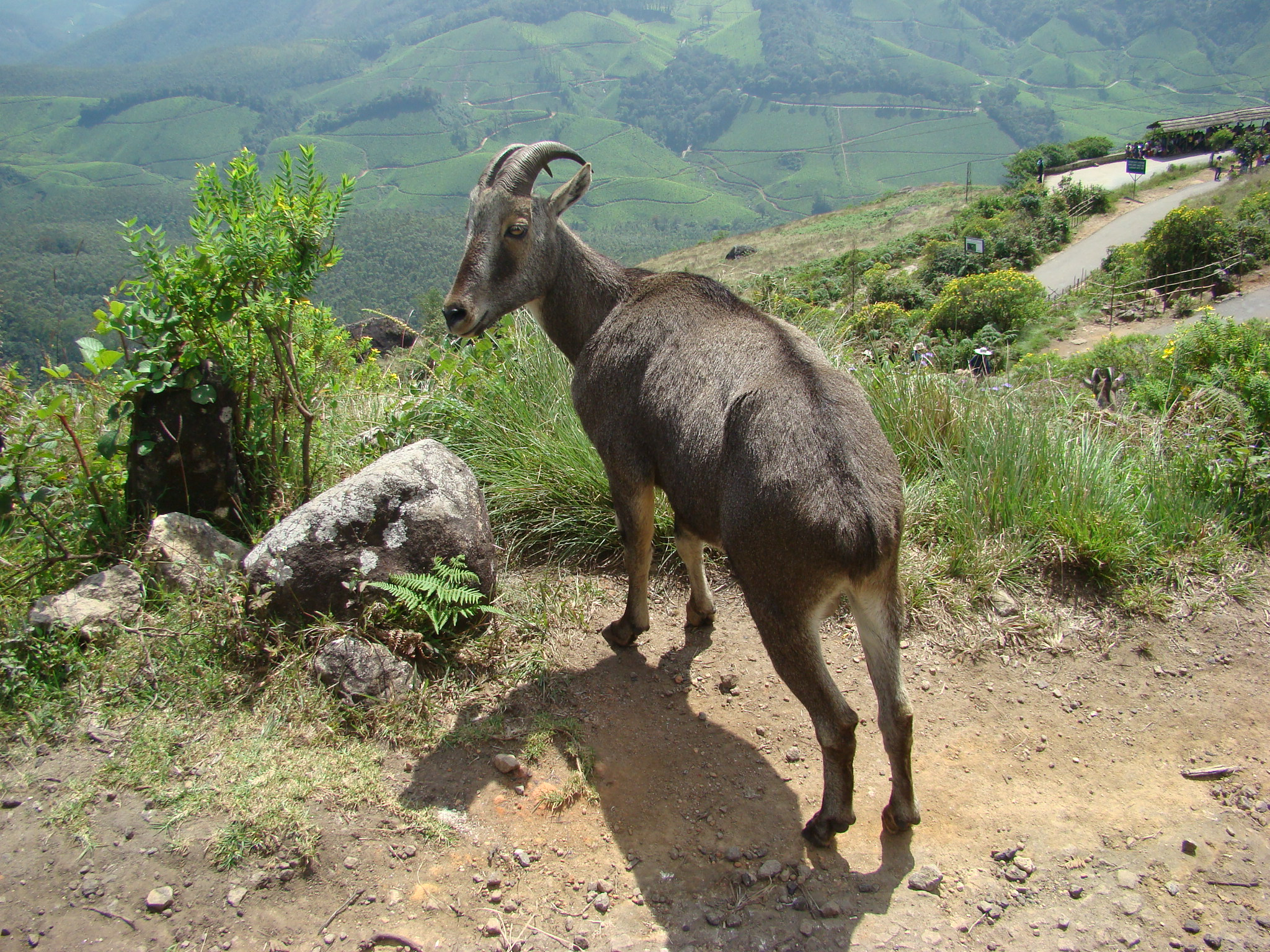
Tahr des Nilgiris à Rajamala.